# Julius Caspar
Julius Albert Caspar (1823 – 13. August 1863 in Hamburg) war ein deutscher Theaterschauspieler.

## Leben
Caspar begann seine Bühnenlaufbahn 1844 in Riga, spielte dabei jugendlich-komische Rollen und Naturburschen, kam 1845 nach Königsberg und 1847 nach Köln, wo er zwei Jahre verblieb. 1850 wurde der Künstler ans Hamburger Thaliatheater verpflichtet, wo er als „Pfeffer“, „Fritz Flott“ und „Peter Lütje“ debütierte und bis 1857 tätig war. Im Alter von 34 Jahren erblindete er. Das letzte Mal erschien er am 15. Oktober 1857 im Vaudeville Benjamin, der seinen Vater sucht. Er starb am 13. August 1863 in Hamburg.